# Oreste Síndici
Oreste Síndici (Ceccano, 31 de mayo de 1828-Bogotá, 12 de enero de 1904) fue un compositor italo-colombiano, famoso por ser el autor de la músicalización del himno nacional de Colombia. 
Después de realizar estudios de música en Roma, llegó a Bogotá en 1862 como tenor de una compañía de ópera y decidió residir en Colombia. Allí se dedicó a enseñar música en las escuelas públicas y a tocar música religiosa en diversos templos de Bogotá. En 1887, Oreste compuso la música para el himno nacional de Colombia, cuya letra era un poema escrito por el entonces presidente Rafael Núñez, y estrenó la obra el 11 de noviembre del mismo año. La canción se hizo muy conocida rápidamente y se oficializó como símbolo patrio por la ley 33 de 1920.

## Biografía
Oreste Síndici nació  el 31 de mayo de 1828 en la población italiana de Ceccano, que en aquella época hacía parte de los Estados Pontificios y actualmente integra la Provincia de Frosinone. Su nombre completo era Gioacchino Attilio Augusto Oreste Teofisto Melchor Síndici Topai y sus padres eran Vicente Síndici y Teresa Topai. Su padre falleció a sus 3 años de edad y poco tiempo después su madre decidió viajar a Roma, en donde contrajo un segundo matrimonio. Debido a esto, Oreste quedó desde temprana edad bajo el cuidado de un tío sacerdote, el padre Jaboco Síndici.
Por muchos años los primeros biógrafos de Sindici, como los historiadores Miguel Aguilera y Antonio Cacua Prada, afirmaron que el italiano recibió formación musical en la Academia Nacional de Santa Cecilia de Roma. Sin embargo, el musicólogo Alexander Klein, en una nueva investigación publicada en el 2017, presentó pruebas documentales para comprobar que Sindici realmente cursó sus estudios en el Ospizio Apostólico di San Michele, instituto para niños huérfanos donde estudió canto con el profesor Angelo Scardavelli. Una vez salido del hospicio, Sindici ingresó a varias compañías de ópera y se presentó como primer tenor en distintos escenarios de ciudades como Lanciano, L'Aquila, Cosenza, Avellino y en el Teatro Capranica de Roma. Llegada la década de 1860, Sindici tomó la decisión de embarcarse rumbo a América, donde al cabo de pocos meses se unió a la compañía lírica de Eugenio Luisia y Enrique Rossi-Guerra.   
En esta compañía Sindici actuó como primer tenor, y junto a los demás artistas puso en escena reconocidas óperas como "La Sonámbula", "Rigoletto", "Baile de Máscaras", "Don Pascual" y "El Juramento", las cuales se presentaron en varios países de América. Meses después, los artistas llegaran a Cartagena de Indias el 12 de octubre de 1862, ciudad donde los artistas permanecieron un tiempo antes de tomar el río Magdalena para llegar a Bogotá a principios de 1863. 

### Arribo a Bogotá
Una vez en Bogotá, la compañía decidió permanecer en Colombia, presentándose en numerosas oportunidades en el Teatro Maldonado y disolviéndose finalmente en 1865. Algunos de los miembros de la compañía regresaron a su lugar de origen, pero Síndici se quedó en Bogotá, ciudad en donde se dedicó de lleno a la música como profesor de canto en las escuelas públicas y privadas. 
Al cabo de pocos meses, Sindici contrajo matrimonio el 11 de febrero de 1866 con Justina Jannaut, a quien probablemente había conocido durante la temporada de ópera de 1865. Justina era hija de un reconocido comerciante francés que tenía un negocio en la Calle Real de Bogotá, y su boda con Sindici fue dirigida por Monseñor Vicente Arbeláez en la Catedral Primada de Colombia. De este matrimonio salieron cuatro hijos: Teresa Eugenia (1867), Oreste Justino (1872), María Atilia (1875) y Emilia Justina (1878).
Ya retirado de la ópera, Sindici dirigió como maestro de capilla una orquesta de música religiosa que tocaba en la Capilla del Sagrario y en las iglesias de San Carlos (actualmente San Ignacio), Las Nieves y Santo Domingo de Bogotá y se dedicó a dar clases particulares de teoría, solfeo y canto.
En 1868 Monseñor Arbeláez lo nombró profesor de música en el Seminario Conciliar, pero entre 1876 y 1878 el gobierno cerró el Seminario. Gracias a la ayuda financiera de su cuñado Justino Jannaut, quien había heredado los negocios comerciales de la familia Jannaut, en 1869 Sindici compró la Hacienda "El Prado" en el municipio de Nilo (Cundinamarca), finca que fue brevemente utilizada para la fabricación y exportación de añil (empresa que fracasó rotundamente). 
Al paso de los años, Sindici se estableció como uno de los profesores de música y compositores más prestigiosos de Colombia. Miembros de los entonces gobiernos radicales como el director de instrucción pública Dámaso Zapata contrataron a Sindici para que él estuviera a cargo de la enseñanza musical en todas las escuelas públicas de Bogotá. Como fruto de su trabajo como profesor, Sindici compuso y publicó numerosas canciones escolares, en las cuales musicalizó algunos versos de José Eusebio Caro, Miguel Antonio Caro, José Joaquín Ortiz, un poema de su autoría titulado "Gratitud, deidad soberana" y los poemas de Rafael Pombo "La Fragua" y "Aire popular", entre muchos más. 
En este periodo histórico, una de las labores más trascendentales de Sindici consistió en la creación de una Escuela de Canto y una Compañía Infantil de Zarzuela, iniciativas que el músico italiano creó con la intención expresa de ofrecerle a los niños de más bajos recursos de Bogotá un espacio para adiestrarse en diversos oficios artísticos (canto, actuación, etc) sin tener que pagar matrícula alguna. 
Años después, en 1882, el comerciante y músico aficionado Jorge Price contactó a Síndici con motivo de la apertura de la Academia Nacional de Música, en la cual el italiano fue nombrado consejero y profesor de canto y solfeo.

### Composición del Himno Nacional
Según los historiadores Miguel Aguilera y Antonio Cacua Prada, en 1887 el director de teatro José Domingo Torres, quien acostumbraba a animar las fiestas patrias, solicitó a Oreste Síndici componer la música para el Himno nacional de Colombia, cuya letra era un poema patriótico escrito por el Presidente de la República Rafael Núñez, en honor a Cartagena. Inicialmente Síndici se negó a componer el Himno ya que no le interesaba, a pesar de la insistencia de Torres. Finalmente logró convencerse, por intermedio de su esposa Justina Jannaut.
Esta anécdota, sin embargo, fue cuestionada en el 2017, año en que el musicólogo Alexander Klein publicó un libro con la Universidad de Los Andes y una serie de artículos en Revista Arcadia en los que comprobó que Sindici, anterior a 1887, había compuesto numerosos himnos patrióticos con la intención de dotar a Colombia de un himno nacional. Entre estos primeros ensayos, Sindici compuso un "Himno Nacional Popular" (1873) con letra de Lino de Pombo, un "Himno Patriótico" (1880) con el mismo texto del Himno Nacional actual pero con música distinta, y un "Himno Nacional" (1881) con letra del escritor Jorge Isaacs, entre otros. En el mismo año de 1887, incluso, Sindici compuso no uno sino dos himnos patrióticos, el actual Himno Nacional de Colombia y un himno para celebrar la independencia de Cartagena sobre versos de Manuel María Madiedo, lo cual indica que la iniciativa de escribir un himno para Colombia era propia de Sindici y no del actor José Domingo Torres. 
El Himno Nacional como tal se estrenó el 11 de noviembre de 1887 en la celebración de la Independencia de Cartagena en el "Teatro de Variedades" de la escuela pública de Santa Clara, en el barrio de la Catedral de Bogotá, con un coro de niños de tres escuelas primarias, alumnos de Oreste Sindici.
El éxito de la melodía llegó a oídos del Presidente Rafael Núñez, quien invitó a Sindici a presentarlo en forma oficial. De esta manera, el 6 de diciembre del mismo año se tocó el himno en el salón de grados del Palacio de San Carlos (ubicado actualmente en el Museo de Arte Colonial), en presencia de las principales autoridades del país. La canción se hizo muy conocida rápidamente y se publicaron diversas ediciones por todo el país en los siguientes años. En 1890 el himno fue interpretado en Roma, México, Lima, Caracas y Curazao.  El Congreso de la República lo oficializó como Himno Nacional por la ley 33 del 28 de octubre de 1920.

### Retiro y fallecimiento

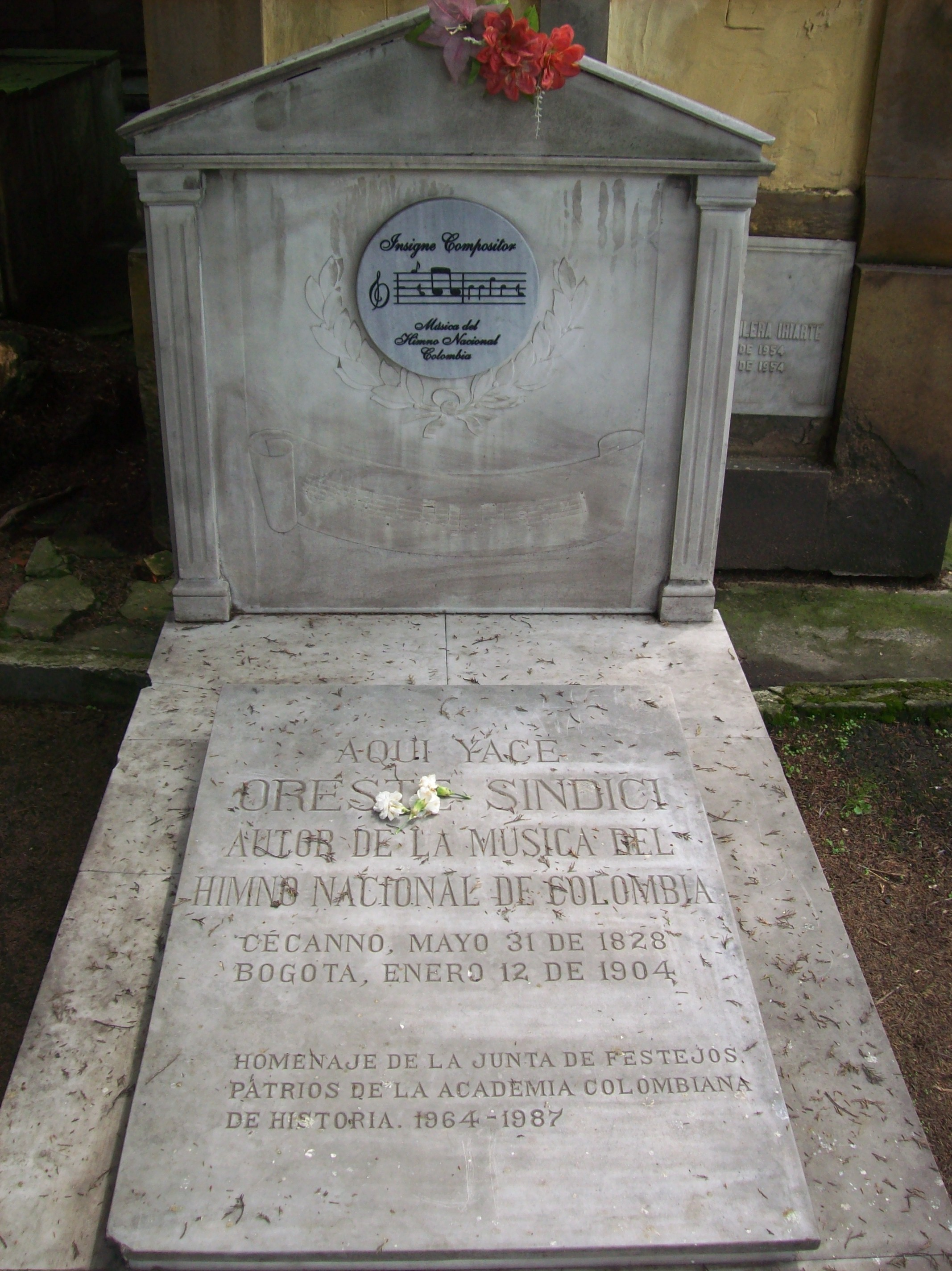
Tumba de Oreste Síndici en el Cementerio Central de Bogotá.

A la muerte de su esposa Justina en 1894, Oreste se retiró a su hacienda y se dedicó al cultivo de la quina y el añil y a los negocios agrícolas hasta octubre de 1897, cuando vendió la finca por cincuenta mil pesos. Posteriormente regresó a Bogotá con sus hijos y continuó dictando clases de canto en las escuelas públicas de la ciudad. Dos años después murió su hijo Oreste Justino combatiendo en Flandes (Tolima) en la Guerra de los Mil Días. Sus hijas instalaron una fábrica de tallarines y macarrones en una casa del barrio Las Aguas.
Síndici murió en Bogotá el 12 de enero de 1904 por una arteriosclerosis acentuada por el consumo de tabaco. Las exequias se realizaron en la Iglesia de Santo Domingo y sus restos se encuentran sepultados en un mausoleo del Cementerio Central. El Congreso de Colombia expidió la ley 89 de 1937 para rendirle honores a su memoria.

## Homenajes
El gobierno de Colombia le otorgó un diploma de Maestro en Música a Oreste Síndici por medio del decreto 2 del 8 de marzo de 1889 en una ceremonia realizada en la Academia Nacional de Música (actual Conservatorio Nacional de Colombia).
En 1918 se realizó un concierto musical en el Teatro Colón como homenaje a Oreste Síndici, en beneficio de sus hijas.
En 1937 el Congreso de Colombia expidió la ley 89 para rendirle honores a su memoria.
El decreto 1963 del 4 de julio de 1946 señaló que las partituras oficiales y las transcripciones para banda sinfónica del Himno realizadas por el músico José Rozo Contreras son las más fieles a las originales escritas por Oreste Síndici, de acuerdo con los resultados presentados por comisión designada por el Ministerio de Educación Nacional de dicha investigación. Desde entonces esta es la única versión aceptada del Himno Nacional de Colombia.
La ley 198 del 17 de julio de 1995 exige la emisión del Himno Nacional de Colombia en todas las emisoras de radio y canales de televisión del país a las 6:00 a. m. y a las 6:00 p. m.
La plaza principal del municipio de Nilo (Cundinamarca) recibió el nombre de Oreste Síndici por el acuerdo 16 del Concejo Municipal del 22 de diciembre de 1963. En la misma plaza se erigió una estatua del maestro y una placa recuerda el árbol de tamarindo en donde se tocó el Himno Nacional. El municipio de Nilo conserva el armonio utilizado por Oreste Síndici en la iglesia.
En la comuna italiana de Ceccano, ciudad natal de Oreste Síndici, se estableció la Asociación Cultural Oreste Síndici en honor al compositor. La administración de la ciudad y la Asociación Cultural junto a la embajada de Colombia en Italia crearon el Premio Oreste Síndici, que se otorga a jóvenes compositores musicales de cualquier nacionalidad.
En el 2017, para conmemorar los 130 años del Himno Nacional de Colombia, se organizaron conferencias y conciertos en el Centro Italiano de Bogotá y en el Museo Nacional de Colombia, eventos en los que se interpretaron obras inéditas de Sindici y otros de sus himnos patrióticos.
Con motivo del Bicentenario de la Independencia de Colombia (2019), la Biblioteca Luis Ángel Arango ofreció el 20 de marzo de 2019 una conferencia sobre Oreste Sindici y sus valiosos aportes a la cultura musical del país, evento que estuvo a cargo del musicólogo Alexander Klein y del filósofo Germán Páez.

## Recuperación y publicación de su obra
La obra musical completa de Sindici, cuyo número asciende a las 150 obras, permaneció inédita por más de cien años desde la muerte del compositor en 1904. Tardaría hasta el año 2017 para que Alexander Klein, musicólogo de la Universidad de Los Andes, publicara todas las partituras sobrevivientes de Sindici junto con una reseña biográfica actualizada del compositor. Este trabajo de investigación y de rescate de patrimonio musical recibió un reconocimiento oficial por parte del municipio de Ceccano, a nombre del alcalde doctor Roberto Caligiore, y el delegado cultural doctor Stefano Gizzi, durante un evento que se realizó el 18 de julio de 2017 para conmemorar los 130 años del Himno Nacional de Colombia.